# ヘンリー・M・ムリニクス
ヘンリー・マストン・ムリニクス（Henry Maston Mullinnix、1892年7月4日 - 1943年11月24日）は、アメリカ合衆国の海軍軍人。最終階級は海軍少将。

## 経歴
1892年7月4日、インディアナ州スペンサー生まれ。1909年にアッティカのインディアナ高校を卒業した。彼は学級の委員長であった。1916年に海軍兵学校を卒業、駆逐艦バルチ (USS Balch, DD-50) に勤務し、第一次世界大戦の間はアイルランド沖で偵察及び護衛任務に従事した。グリッドレイ (USS Gridley, DD-92) およびブルックス (USS Brooks, DD-232) で勤務した後、ムリニクスはアナポリス及びMITで航空工学を学び、1923年に理学修士号を受け取る。フロリダ州のペンサコーラ海軍航空基地で飛行訓練を受けた後、1924年1月11日に飛行士に任命された。彼は海軍機の空冷エンジン開発に従事した。様々な沿岸での任務の他、彼はサラトガ (USS Saratoga, CV-3) およびライト (USS Wright, AV-1) で勤務し、1924年から41年までアルベマール (USS Albemarle, AV-5) 艦長を務めた。
ムリニクスは1943年4月からサラトガ艦長を務める。8月22日に少将に昇進、空母部隊の指揮官となる。1942年11月24日、ムリニクス少将の座乗するリスカム・ベイ (USS Liscome Bay, CVE-56) は伊-175の雷撃を受けてマキン島近海で撃沈される。一年後、ムリニクスの死亡が宣告され、その「際立ったイニシアチブと優れた指揮能力」を称えてレジオン・オブ・メリットが授与された。
1957年、フォレスト・シャーマン級駆逐艦の11番艦が彼に因みムリニクス (USS Mullinnix, DD-944) と命名された。